# Мстиславский, Сергей Дмитриевич
Серге́й Дми́триевич Мстисла́вский (настоящая фамилия Масло́вский; клички: Бахарь, Белозерский, Бирюк, Северный, С. Дмитриев, С. М., С. Д., С. М-ский, Сергей, 23 августа (4 сентября) 1876, Москва — 22 апреля 1943, Иркутск) — русский революционер, советский писатель.

## Биография
Родился в семье историка и профессора Военной академии генерал-майора Дмитрия Фёдоровича Масловского. Учился в первой Московской частной гимназии Ф. И. Креймана, в гимназии при историко-филологическом институте в Санкт-Петербурге. В 1896 участвовал в антропологической экспедиции в Таджикистан. В 1901 году окончил Санкт-Петербургский университет, естественное отделение физико-математического факультета; сдавал государственные экзамены экстерном, так как был отчислен в 1899 г. за участие в весенних студенческих беспорядках. Работал библиотекарем в Академии Генерального штаба.
С 1904 — в партии эсеров. В 1905 — председатель Боевого рабочего союза, член ЦК Всероссийского офицерского союза после реорганизации Военного союза, участвовал в подготовке вооружённого восстания в Петербурге и Кронштадте. Находился в заключении в Петропавловской крепости 1910—1911. Один из руководителей военной ложи ВВНР.
Его авторству приписывается книга о карбонариях «Италианские угольщики начала XIX века» (1913), изданная под именем Евграфа Сидоренко (также авторство приписывается В. П. Обнинскому).
В Февральскую революцию — в штабе восстания; как комиссар Петроградского Совета был командирован для ареста Николая II и его семьи. После ареста императора отказался от должности комиссара по содержанию под стражей членов императорской фамилии. При расколе партии эсеров вошёл в ЦК левых эсеров. На II Съезде Советов был членом президиума от левых эсеров.
Был членом советской делегации на переговорах о мире в Брест-Литовске (см. Брестский мир). После убийства Мирбаха вышел из партии левых эсеров и вошёл в ЦК украинских борьбистов. С 1921 — беспартийный. Занимался литературным творчеством. Входил в группировку «Скифы». Один из создателей и с 1930 г. член редакции журнала «ЛОКАФ» (с 1933 г. — журнал «Знамя»). С 1931 г. — редактор издательства «Федерация».
По прижизненным свидетельствам близких друзей Николая Островского, благожелательная критика и оценка Мстиславским ранних литературных опытов будущего писателя, проявленная при их встрече в начале 1920-х г. в Киеве, кардинально повлияла на решение последнего написать книгу Как закалялась сталь.
После всеобщего успеха его талантливо написанной беллетризованной биографии Николая Баумана (1873—1905) — книги «Грач — птица весенняя» (1937), в начале 1938 г. по решению ЦК ВКП(б) Мстиславский был назначен официальным биографом Вячеслава Молотова (пов. «Слава. Первый комсомол». М., 1939, посвящена ранней биографии В. Молотова, изъята цензурой из продажи и библиотек после протеста последнего).
В 1938—1940 руководил творческой кафедрой в Литературном институте СП СССР. Руководил семинаром Литературного института.
С декабря 1941 по май 1942 года проживал в Казани на ул. Островского в доме №15 (ныне музей истории татарской литературы). В Казани собирал материал для исторического романа об Иване IV. Умер в эвакуации в 1943 году. Похоронен в Иркутске на Лисихинском кладбище.

## Литературное творчество
В центре творческого внимания Мстиславского — проблема участи героя-индивидуалиста, выходца из аристократического или буржуазного общества, в революции. Эта проблема раскрывается им в различных аспектах. В полубиографическом романе «Крыша мира» (1905) Мстиславский рассказывает о поездке студента с научно-антропологической целью («охота за черепами») и его превращении в своеобразного революционера-бунтаря. Революционность героя носит индивидуалистический характер. Роман обильно насыщен экзотикой, фантастикой, многочисленными приключениями и пр. Следующий роман «На крови» переработан затем в пьесу. Автобиографический образ «Товарища Михаила» — эсера — дан в двух планах: с одной стороны — аристократическое общество, выходцем из которого он является, с другой стороны — рабочая среда, боевики, террористы. Мстиславский обосновывает эту двуликость своего героя «протеизмом», якобы дающим ему психологическую возможность оставаться самим собой в любых условиях. В центре действия романа — светский быт, критика этого быта и портреты отдельных террористов.
В романе «Союз тяжёлой кавалерии» (1929) Мстиславский показывает крупную буржуазию и царских приближённых, которые попытались «похитить» Романовых и восстановить в России монархию.
В романе «Без себя» (1930) показан ряд значительных событий гражданской войны на Украине (Киев) в 1919. Мстиславский создаёт увлекательную фабулу, живо изображает события войны. В центре внимания стоит фигура комсомольца Шурика, который во многом ещё остается раздвоенным интеллигентом, не обладающим твёрдым «внутренним компасом».
В своих высказываниях (речь на дискуссии Моск. отд. ВССП в 1931) Мстиславский призывал советских писателей «не к писанию, а к творчеству жизни», заявляя: «Именно здесь — в воле к творчеству жизни — лежит для меня рубеж между старым интеллигентским и пролетарским писательством: художественно слабые произведения ударников зачастую бывают значительнее произведений высококвалифицированных литературных мастеров именно потому, что в них есть этот волей к творчеству жизни зажжённый пафос». Мстиславский призывал писателей к активному участию в практике соцстроительства, к освоению больших идей эпохи.
В книге «Чёрный Магома» (1932), которая включает два рассказа о старой уходящей Аварии, показан процесс советизации аварского нагорья, ломки застарелой вражды аварцев высокогорья к «плоскости», к городу. Свойственные раннему творчеству Мстиславского экзотика, фантастика, авантюрность фабулы не имеют места в рассказах об Аварии, в которых своеобразие изображаемого края передано в рамках «социалистического реализма» через картины классовой борьбы двух лагерей — трудящегося населения Хунзаха во главе с партийным и советским руководством, с одной стороны, и шейхами, муллами и крупными барановодами — с другой.
Наибольшую популярность снискал его роман «Грач, птица весенняя» (1937, неоднократно переиздавался) — беллетризованная биография известного революционера Николая Баумана.

## Архив
Фонд Сергея Дмитриевича Мстиславского хранится в Российском государственном архиве литературы и искусства под номером 306. В фонде собрано более тысячи единиц хранения. Даты хранимых документов — с 1856 по 1944 годы. В фонде хранятся многочисленные рукописи С. Д. Мстиславского — романы, повести, пьесы, сценарии: «Крыша мира» (1922), «На крови» (1925 - 1928), «Партионцы» (1932), «Грач — птица весенняя» и другие. Собран большой фонд переписки автора. Кроме этого в фонде хранятся рукописи других писателей, записные книжки С. Д. Мстиславского с набросками статей, дневниковыми записями; фотографии, материалы профессиональной деятельности.

## Сочинения
- Гальча : (Первобыт. население Туркестана) / С. Д. Масловский (С. Д. Мстиславский). — Москва : типо-лит. А. В. Васильева и К°, 1901. — [2], 16 с. : табл. ; 24 см
- Суворовский музей. Опись памятникам и предметам во временном помещении Суворовского музея, при Николаевской академии Генерального штаба / Сост. С. Д. Масловский; Под ред. проф. А. З. Мышлаевского и Б. М. Колюбакина [Предисл.: Н. Сухотин]. — Санкт-Петербург : Суворов. комис., 1901. — 68 с. ; 25 см
- Библиография Афганистана / Сост. В. Ф. Гетце, Б. П. Кареев и С. Д. Масловский; Под ред. С. Д. Масловского. — Санкт-Петербург : тип. И. Флейтмана, 1908. — XVI, 123 с. ; 29 см. — (Сборник Средне-Азиатского отдела ; Вып. 2)
- Не война, но восстание / С. Мстиславский. — Москва : Рев. социализм, [1917?]. — 34 с. ; 22 см
- Рабочая кооперация / С. Д. Масловский (Мстиславский С. Д.). — Петроград : Рев. мысль, 1917. — 48 с. ; 17 см
- Скифы : Сборник 1-2.
  - Сб. 1: / Ред. А. И. Иванчин-Писарев, Р. В. Иванов-Разумник, С. Д. Мстиславский. — 1917. — XVI, 309 с. Авторы: Сергей Есенин, Андрей Белый, Валерий Брюсов, Михаил Пришвин, Николай Клюев, Алексей Ремизов, А. Терек, Арс. Авраамов, Лев Шестов, Александр Герцен, С. Мстиславский, Вера Фигнер, Иванов-Разумник
  - Сб. 2: / Ред. Андрей Белый, Р. В. Иванов-Разумник, С. Д. Мстиславский. — 1918. — [8], 231 с. Авторы: Иванов-Разумник, Андрей Белый, Николай Клюев, Сергей Есенин, Петр Орешин, Евгений Замятин, Алексей Ремизов, Алексей Ганин
- Пять Дней. Начало и конец Февральской Революции. Берлин: Изд. З. И. Гржебина, 1922.
  - Пять дней / С.Мстиславский. — 2-е изд. — Берлин ; Пб. ; М. : З. И. Гржебин, 1922. — 161, [2] с. ; 22 см. — (Летопись революции / № 3), 2-е изд.
- Профессиональные союзы Востока. Индия, Китай, Япония. Л., 1927;
- Профсоюзы и их международные объединения (Краткий очерк). М.; Л., 1925;
- Рабочая Англия (От О-Брайена — к Макдональду). М., 1924;
- Гибель царизма. Л., 1925;
- Очерки мирового рабочего движения. М.; Л., 1925;
- Октябрьские дни. М., 1927;
- Крыша мира, 1925, 3-е изд. — 1930
  - Крыша мира : Роман / С. Мстиславский. — 3-е изд. — Москва ; Ленинград : Гос. изд-во, 1930 (Москва : 1-я Образцовая тип.). — 329, [2] c., [4] с. объявл. ; 21х14 см
- На крови, 1928
  - На крови : Роман / С. Мстиславский. — 2-е изд. — Москва : изд-во «Федерация», 1930 (тип. газ. «Правда»). — 382, [2] с. ; 20×15 см
- Союз тяжелой кавалерии : Роман / С. Мстиславский; Рис. П. Фрейберг. — Москва ; Ленинград : Гос. изд-во, 1929 (Москва : тип. «Красный пролетарий»). — 367 с. : ил. ; 21×15 см
- Без себя : Роман / С. Д. Мстиславский. — Москва ; Ленинград : Земля и фабрика, 1930 (Ленинград : гос. тип. им. Евг. Соколовой). — 253 с., [3] с. объявл. ; 21х14 см
- Партионцы : Роман / С. Мстиславский. — Москва : Сов. лит-ра, 1933 (школа ФЗУ Мособлполиграфа). — 422 с., 1 с. объявл. ; 20х13 см
- Грач, птица весенняя. Повесть о Н. Э. Баумане. М.-Л. 1937. Многократно переиздавалась, в беллетризованной форме является биографией Николая Баумана.
- Слава. Первый комсомол. М., 1939, (1938—1939), в художественной форме излагает ранную биографию Вячеслава Молотова. Издание изъято цензурой после записки Молотова в Главлит с протестом в январе 1940 г.[4]
- Накануне. 1917 год, М., Советский писать, 1940, переиздан в 1966.
- Классовая война в Германии / С. Д. Мстиславский. — М. : Гос. изд., 1924. — [4], 220 с. : диагр. ; 23 см
- Краткое руководство к уличному бою. — [Санкт-Петербург] : подпольное изд. Петерб. боевого рабочего союза, 1906
- Брестские переговоры : (Из дневника) : С прил. протоколов 1-й Брест. конф. и др. документов / С.Мстиславский (С. Д. Масловский). — 2-е изд. — СПб. : Скифы, 1918. — 91 с. ; 24 см
  - Брестские переговоры : (Из дневника) : С прил. протоколов 1-й Брестск. конф. и др. документов / С.Мстиславский (С. Д. Масловский). — Спб. : Скифы, 1918. — 91 с. ; 25 см
- Судьба гор. Пьеса. М., 1933;
- Случай в лесу / С. Мстиславский; Рис. О. Амосовой-Бунак. — Киров : Детгиз, 1942. — 38, [2] с. : ил. ; 19 см
- Не война, но восстание / С. Мстиславский. — Москва : Рев. социализм, [1917?]. — 34 с. ; 22 см
  - Не война, но восстание / С.Мстиславский. — 3-е изд. — М. : «Революц. ком.» Центр. ком. партии левых социалистов-революционеров, [1918]. — 34 с
- Откровенные рассказы полковника Платова о знакомых и даже родственниках : [Повесть] / С. Мстиславский. — Москва : Гослитиздат, 1935 (39 тип. Мособлполиграфа). — Переплет, 294, [2] с. ; 20х14 см
- Черный Магома : Рассказы о старой уходящей Аварии / С. Мстиславский. — Москва : Федерация, 1932. — 148 с. ; 19 см
- Два Яна. Рассказ. М.; Л., 1942;
- Восстание озерян. Историческая повесть. М.; Л., 1941;